# Hrastovlje

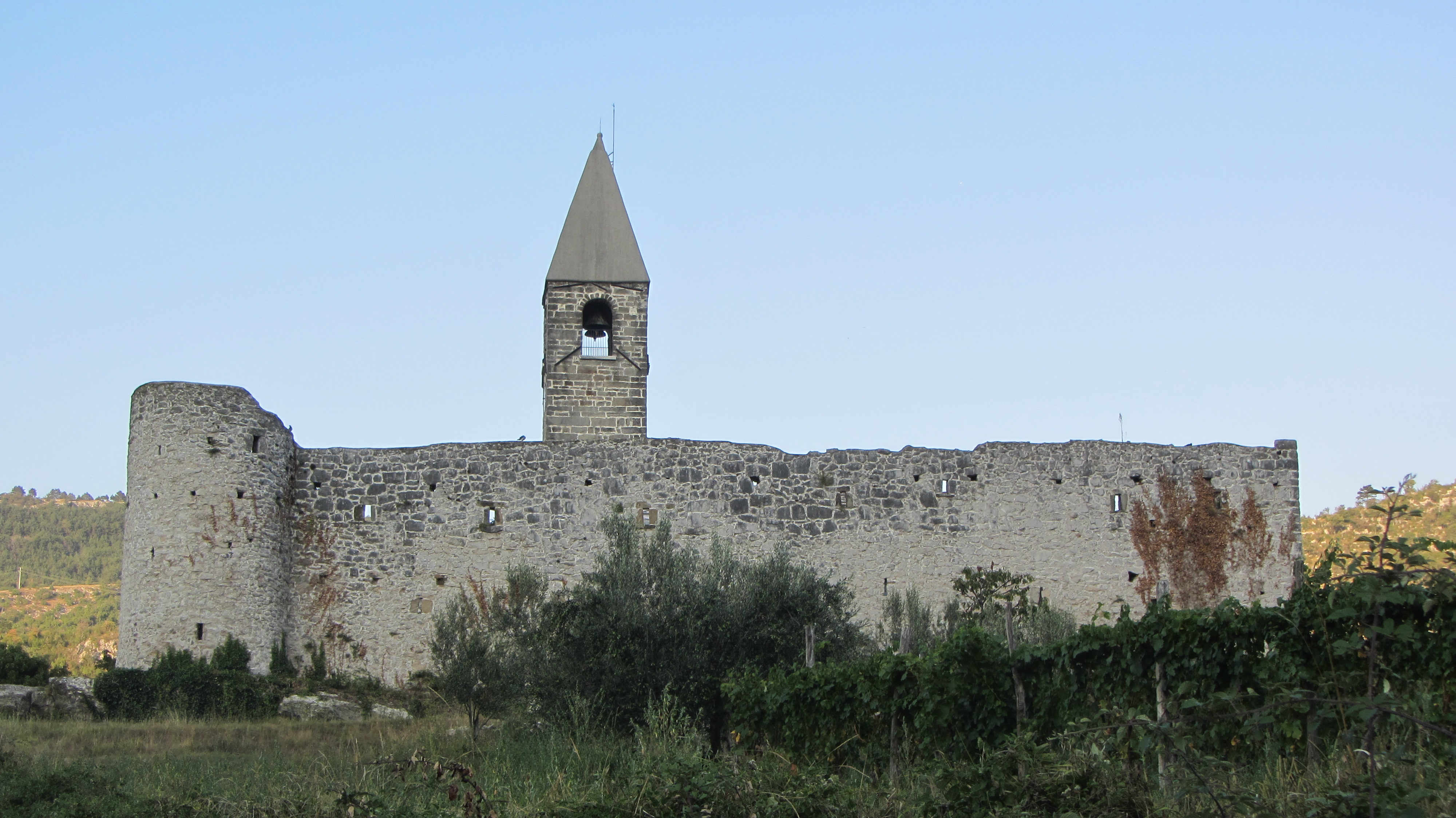
Iglesia de la Santa Trinidad, Hrastovlje

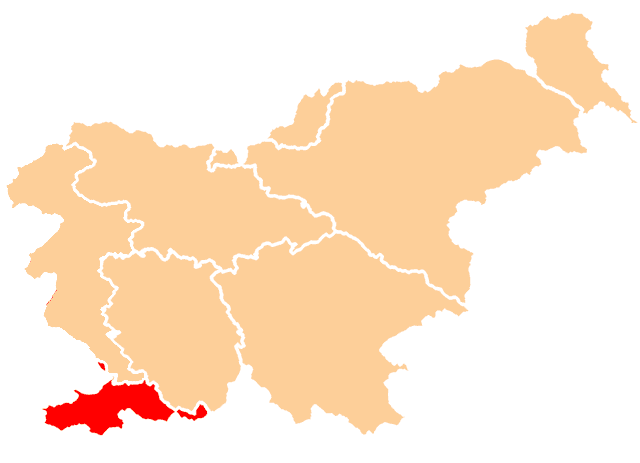
Istria Eslovena, región en la que se localiza Hrastovlje

Hrastovlje (esloveno: hrast, "encina", se pronuncia Jrastovlie) es una aldea cársica situada al noroeste de la Istria eslovena, conocida sobre todo por la Iglesia románica de la Santa Trinidad y sus frescos góticos, entre los que el más conocido es la Danza de la muerte, pintado por Janez iz Kastva en 1490.

## Iglesia de la Santa Trinidad

### Arquitectura

#### Exterior
La iglesia románica, construida en torno a los siglos XII y XIII está rodedada por una muralla que sirvió de protección ante las incursiones turcas durante los siglos XV y XVI. El exterior, muy sencillo, no tiene adornos arquitectónicos ni escultóricos, la verdadera riqueza está en el interior. El edificio está orientado hacia el sureste, la entrada y el campanario al noroeste.¹

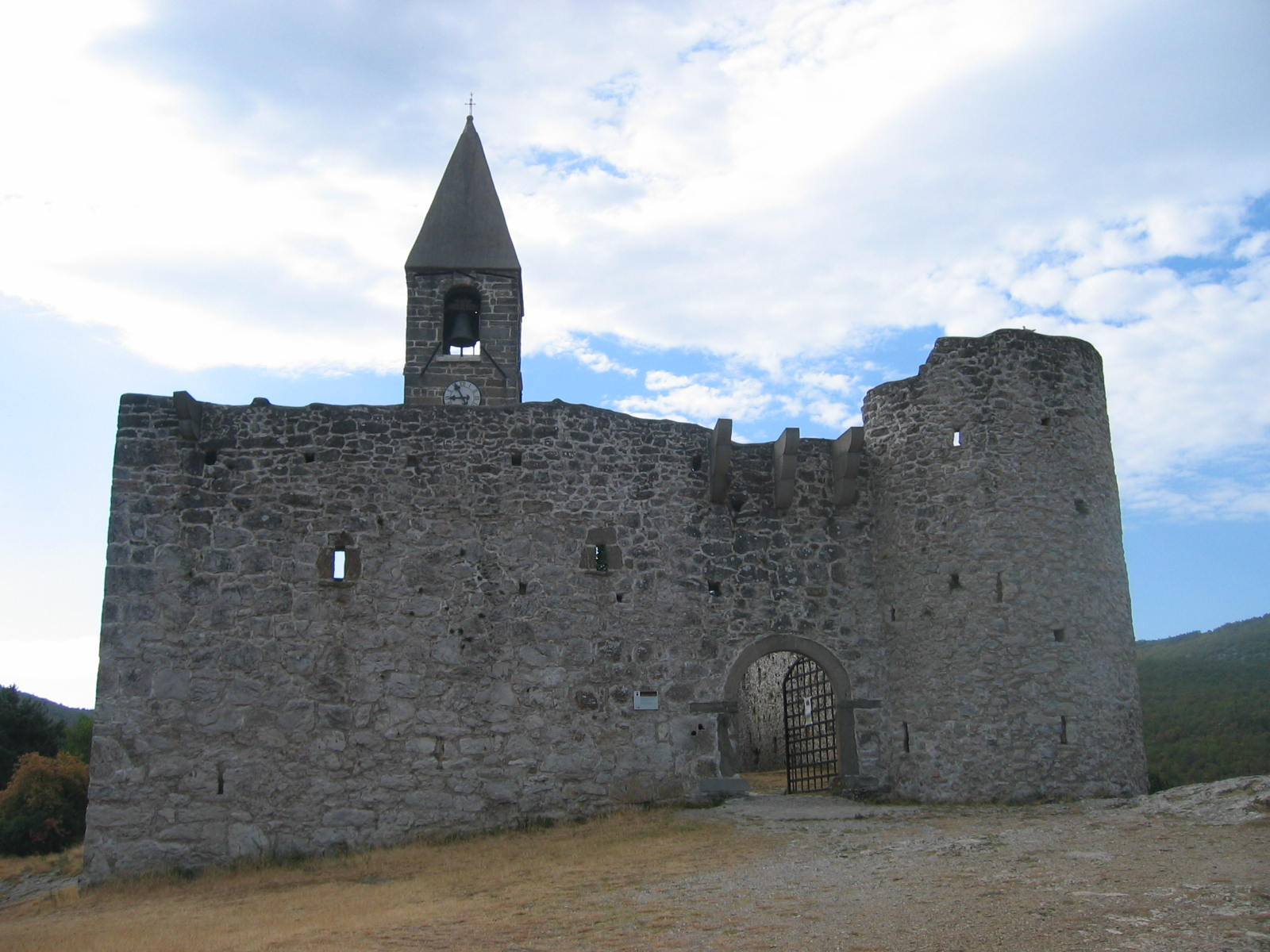
Iglesia de la Santa Trinidad

#### Interior
El interior mide 11,70 m de largo por 6,05 metros de ancho, y está dividido en tres naves paralelas. La iglesia tiene dos pares de columnas sobre las cuales se apoyan sus correspondientes arcos a cada lado. En un extremo de la nave principal se halla el ábside, semicircular. Las naves laterales terminan con unas hornacinas de poco fondo escondidas en el interior del muro. El profundo ábside central es de planta poligonal, y sobresale en el exterior. Hasta el siglo XV las paredes se blanqueaban y se adornaban con una sencilla decoración lineal.
Por sus características arquitectónicas peculiares, esta iglesia es considerada como una excepción en la arquitectura eclesiástica del arte románico en territorio esloveno.² Su estilo recuerda a la Basílica Eufrásica de Poreč, construida en el siglo VI imitando en algunos detalles la Basílica de San Apolinar in Classe y la arquitectura bizantina.

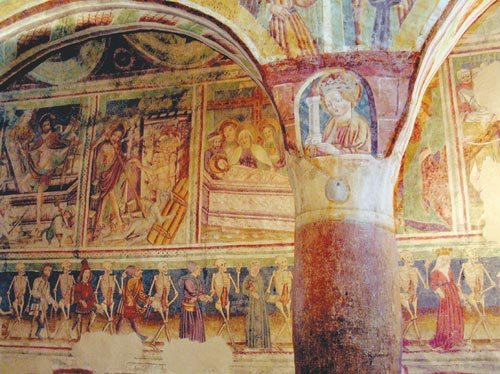
El interior.

### Decoración
Los frescos góticos del siglo XV realizados por Janez iz Kastva decoran las paredes, los arcos y la bóveda que cubre la nave principal. Se trata del más grande monumento de la pintura mural medieval existente en Eslovenia.
Frescos
La Santa Trinidad (Trono de la misericordia), los Apóstoles, los Tres Reyes Magos con Cosme y Damián, San Roque, San Sebastián, San Fabián, la Coronación de la Virgen, la Anunciación de Nuestra Señora, San Lorenzo, San Esteban, el bodegón con plato, el bodegón con jarro, Santa Úrsula, Santa Catarina, Santa Margarita, Santa Bárbara, los patriarcas y profetas, el Génesis (el ciclo de la Creación del Mundo y el hombre), Adán y Eva en el Jardín del Edén, el Pecado original, la expulsión del Paraíso, la vida de Adán y Eva fuera del jardín del Edén, Caín y Abel, el ciclo de la Pasión de Jesucristo (la Entrada a Jerusalén, la Última Cena, El monte de los Olivos, la Captura de Jesús, Jesús ante Poncio Pilato, la Flagelación, La Coronación de espinas, Jesús carga la cruz, la Resurrección, el paño de Verónica), "Noli me tangere", la Ascensión del Señor, Santa Apolonia, Santa Ágata, Santa Lucía, la Danza de la muerte, la representación de los meses, annus templus, San Jerónimo, el cortejo de los Reyes Magos, inscripción en el alfabeto glagolítico del siglo XVI.

Janez iz Kastva y sus ayudantes adornaron también la Iglesia de Santa Elena de Gradišče pri Divači, la Iglesia de Santa Elena de Podpeč pri Črnem Kalu y la Iglesia de la Asunción de Nuestra Señora de Dekani.³